# Villa Hills
Villa Hills – miasto w Stanach Zjednoczonych, w stanie Kentucky, w hrabstwie Kenton.